# Иванов, Александр Михайлович (государственный деятель)
Александр Михайлович Иванов — советский государственный и политический деятель, председатель Иркутского областного исполнительного комитета.

## Биография
Родился в 1893 году. С 1918 года член РКП(б).
Участник Первой мировой войны и Гражданской войны. В русской армии до 1917 года, затем в РККА до 1921 года.
С 1922 года — на хозяйственной и политической работе. В 1922—1946 гг. — комиссар «Волховстроя», заместитель начальника завода № 7 города Ленинград, директор завода электрических ламп «Светлана», директор телефонного завода «Красная заря», директор машиностроительного завода «Электросила», заместитель председателя Исполнительного комитета Ленинградского городского Совета, и. о. председателя Исполнительного комитета Восточно-Сибирского областного Совета, и. о. председателя Исполнительного комитета Иркутского областного Совета.
26 января—10 февраля 1934 года делегат XVII съезда ВКП(б) с совещательным голосом от Ленинградской парторганизации.
Кавалер ордена Ленина за особо выдающиеся заслуги, содействовавшие выполнению заводом «Красная заря» пятилетнего производственного плана в два с половиной года указом Президиума Верховного Совета СССР от 16 апреля 1931 года.
С сентября 1937 года — исполняющий обязанности председателя Восточно-Сибирского облисполкома. В связи с образованием Иркутской области с 26 сентября 1937 г. — председатель исполнительного комитета Иркутского областного Совета депутатов трудящихся.
Избирался депутатом Верховного Совета СССР 1-го созыва.